# 고려의 신분제도
고려의 신분제도는 신라시대보다 느슨해졌으나, 여전히 신분간 격차가 남아 있었다. 고려의 신분은 크게 문벌과 중소 지배층과 평민과 종속 구역민, 마지막으로 천민이 있었다.

## 문벌과 중소 지배층
고려 초 이래로 중앙정부의 문무품관은 신라 6두품 출신의 문인들도 있었으나, 대다수는 호족 출신들이었다. 호족 출신들은 지방에서 고위 향리층으로 있으면서, 과거제 등을 통해 지속적으로 다수의 중앙품관을 배출하였다.
11세기 전반 현종 대 무렵부터는 품관로 진출한 사람들의 후손 가운데 누대에 걸쳐 재추를 비롯한 5품 이상의 고관을 배출한 문벌층(門閥層)이 형성 이들은 문벌은 명문법(明文法)으로 규정된 신분은 아니었으나 사회현실에서 이들의 존재는 기정사실화되었고, 정치적인 제도들은 이들이 누대에 걸쳐 고관신분을 유지하는 것을 가능하게 하였다.
문벌 출신은 유리한 교육상의 여건으로 다수의 과거 합격자를 배출하였다. 또한 이들은 과거에 합격하지 못하더라도 고관이나 공신이었던 선대의 덕택으로 관직을 받을 수 있는 여러 가지 음서(蔭敍)의 기회가 있어, 관리로의 진출이 사실상 보장되었다. 과거든 음서든 일단 하위관리로 진출한 문벌 출신은 고려 조정의 최고위 관리들인 내외 친족들의 비호를 받으며 쉽게 고관으로 승진할 수 있었다. 하위의 지배층 출신은 과거에 우수한 성적으로 합격하고 관리로서 치적을 쌓아도 낮은 품관직에서 정체되는 경우가 있었다
각 지방 호족 출신들은 그 예하 지배조직의 구성원들과 함께 지방의 이(吏)라는 의미에서 향리(鄕吏)로 편제되었으며, 성종 대부터는 품관과 구별되어 무산계(武散階)의 대상이 되었다. 그러나 호족 출신들은 향리 중에서도 가장 높은 호장·부호장을 대대로 배출하는 지방의 지배층으로 자리 잡았고, 통혼(通婚)관계나 과거 응시자격에서도 하위의 향리층들과 구별되었다. 이들은 계층 내에서 폐쇄적으로 혼인하는 계급내혼적(階級內婚的) 단위를 이루는 한편 중앙의 하위 품관들과도 통혼하였다. 또한 이들은 예전처럼 중앙의 품관과 마찬가지로 향직을 받는 대상이었으며, 과거 등을 통해 계속 중앙의 품관으로 진출해갔다. 

## 평민과 종속 구역민
피지배층은 공민(公民)인 양인(良人) 중의 평민층, 공적·사적 권리의 일부가 박탈되어 어느 정도 천민(賤民)같이 대우받은 향·부곡 등의 종속 구역민, 공민으로서의 자격이 완전히 박탈된 천민 등 세 가지 신분층으로 구성되었다. 자유로운 신분인 양인의 대다수는 농민으로, 이들은 직역이 없는 백정(白丁)이었다. 이들은 자기 소유의 소규모 농지를 경작하거나 타인의 토지를 빌려 차경(借耕)하였다. 차경을 하는 경우 이들은 지주에게 수확물의 2분의 1을 지대로 물었으며, 자신의 토지를 경작하더라도 조(租)로서 생산물의 10분의 1을 국가기관이나 전시과제도에 의해 지정된 수조권자(收租權者)에게 물어야 했다. 백정층은 이외에도 지방별로 할당된 물품을 징수하는 공부(貢賦)와 노동력을 징발하는 역역(力役)을 부담해야 했다.
백정 농민층은 법제적으로는 과거시험 중 명경과(明經科)와 잡과(雜科)에 응시할 자격을 가졌고, 수조지를 받는 군인 등으로 선발될 수도 있었다. 한편 양인 수공업자와 상인들은 백정 농민보다 천시되어, 문무의 관직에 나가는 것이 원칙적으로 허용되지 않았다. 그러나 이들도 양인으로서 공부와 역역의 의무를 졌다.
양인층보다 하층에는 신분적으로 양인에 가까우면서도 천민과 같은 신분적 제약이 일부 가해진 향·소·부곡이나 역·진 등의 종속 구역민이 존재하였다(이들 종속 구역민들을 천민이나 양인 어느 한쪽에 속하는 것으로 보는 견해들도 있다.). 군현민과 달리 천시되고 차별받은 이들은 거주가 소속집단 내로 제한되어 다른 지역으로 이주하는 것이 원칙적으로 금지되었고, 문무 관직을 갖는 것도 원칙적으로 허용되지 않았다. 이들에게는 종속 구역을 벗어나 일반 군현에 나가 살게 해주는 것이 국가적 포상이 되곤 하였다. 또한 종속 구역 주민들의 전공(戰功) 등에 대한 포상으로 종속 구역 자체를 군현으로 승격시켜주는 경우도 있고, 반대로 반란을 일으킨 군현지역을 집단적으로 처벌하여 부곡 등으로 강등하는 경우도 있었다. 이를 지역의 주민은 자신의 출생지역에 곡·장·처의 주민은 농업생산에, 소의 주민은 수공품이나 광산품의 생산에, 역과 진의 주민은 각각 육로교통과 도선(渡船)의 임무에 종사하였다.

## 여성의 지위
부모의 유산은 자녀에게 골고루 분배되었으며, 태어난 차례대로 호적에 기재하여 남녀 차별을 하지 않았다. 아들이 없을 때에는 양자를 들이지 않고 딸이 제사를 지냈으며, 상복 제도에서도 친가와 외가의 차이가 크지 않았다. 사위가 처가의 호적에 입적하여 처가에서 생활하는 경우가 적지 않았으며, 사위와 외손자에게까지 음서의 혜택이 있었다. 공을 세운 사람의 부모는 물론, 장인과 장모도 함께 상을 받았다.

## 천민

### 천민의 지위
천민의 다수는 노비였고, 유기(柳器)를 만들어 팔거나 수렵을 하며 유랑생활을 하는 화척(禾尺, 일명 楊水尺), 광대인 재인(才人) 등도 천민으로 대우되었다.
천민에게는 일반 양인에 부여된 공민으로서의 권리가 인정되지 않았고, 공민으로서의 의무도 부과되지 않았다.
노비는 사인(私人)에 예속된 사노비(私奴婢)와 국가기관에 예속된 공노비(公奴婢)가 있었다.
일천즉천(一賤卽賤), 노비의 신분은 세습되어 노비의 자식들도 노비가 되었는데 부모 중 하나만 노비인 경우도 자식은 노비가 되었다. 노비와 양인의 결혼 자체도 불법이었다. 그래서 원래 노비였던 이들만 대물림됐기 때문에 노비의 숫자가 크게 늘어나지 않았다.
노비는 매매·증여·상속의 객체가 되어 주인에게 예속되었다. 또한 생계가 어려워진 양인이 재물을 받고 타인의 노비가 되기도 하였고, 반란을 꾀한 지배층의 가족들이 형벌로 노비가 되기도 하였다. 승려, 무속인을 사회에서 하층 계급으로 박대하던 조선 시대와 달라서, 고려 시대에는 종교 단체인 절(寺)의 재산으로 예속되어 절의 살림살이를 담당하는 노비가 존재하였다.

### 노비로서의 생활
간혹 권세가들이 법질서의 혼란을 틈타 불법적인 방법으로 힘없는 양인들을 노비화하기도 하였는데, 10세기 중엽 광종 대에 실시된 노비안검법은 그에 대한 개혁조치였다.
노비들의 다수는 독립된 농가를 이루고 농경에 종사하면서, 정해진 액수의 재물을 상전이나 관청에 납부하는 외거노비(外擧奴婢)였다.
이들은 상전이 아닌 타인의 토지를 빌려 차경하기도 하고, 자신의 토지를 갖고서 부를 축적할 수도 있는 독립된 경제생활을 영위하였다.
한편 사노비 중 솔거노비(率居奴婢)는 상전의 집에서 숙식하며 잡일을 돌보았고, 공노비 중 공역노비(供役奴婢)는 관청의 잡역에 종사하면서 급료를 받아 생활하였다.
공노비는 60세가 되면 종사 의무가 면제되었다.
노비는 상전에게 중요한 부의 원천이 되었으나, 단순한 재물로 간주되지 않고 인격체로서 법의 보호를 받았다.
노비들은 상전으로부터 사적 체벌의 위협을 받았지만 그들의 생명은 법으로 보호되었고, 국가가 국민들을 대상으로 작성하는 호적에 등재되었다.
외거노비는 독립된 호(戶)를 이루며 노비 자신이 호주가 되었고, 솔거노비는 상전의 호적에 등재되었다.
이러한 고려 시대 노비들의 사회·경제적 상태는 노예나 농노와도 달랐다.
수조권제는 고려 지배층이 농민의 소유권에 부분적 제한을 가해 토지에 대한 수취권을 사적으로 장악하는 수단이었고, 노비제는 민(民)의 인격을 극히 축소시켜 인정한 상태에서 노동력을 사적으로 장악한 방식이었다.

## 같이 보기
- 한국사의 신분제도